# Anssi Jaakkola
Anssi Jaakkola, né le 13 mars 1987 à Kemi en Finlande, est un joueur de football international finlandais. Il joue au poste de gardien de but pour le club anglais de Bristol Rovers.

## Biographie

### Carrière en club

#### AC Sienne
Jaakkola a déjà joué pour le TP-47 et le FC-88. En janvier 2007, Jaakkola signa un contrat de trois ans et demi avec l'AC Sienne, club de Serie A. Il fit ses débuts en Serie A en remplaçant Dimitrios Eleftheropoulos lors de la dernière journée de la saison 2007-08 face à l'US Palerme. Le match finira sur un score nul de 2-2. En 2009, il est prêté au V.F. Colligiana en Lega Pro Seconda Divisione. Il sera transféré au Slavia Prague en juillet 2010, signant un contrat de deux ans avec l'option d'une année supplémentaire.

#### Kilmarnock FC
En janvier 2011, Jaakkola quitta le Slavia pour le club de Premier League, le Kilmarnock FC où il retrouva son compatriote Finn Mixu Paatelainen. Il fit ses débuts en tant que remplaçant le 12 février contre le Hibernian FC. Il fit sa première titularisation le 26 février contre le St Mirren FC. Il quitta Kilmarnock lorsque son contrat expira lors de l'été 2013.

#### Ajax Cape Town
Jaakkola rejoignit le club sud-africain de l'Ajax Cape Town en août 2013. Le 22 septembre 2013, Jaakkola fitses débuts en Premier Soccer League lors d'un match contre le Polokwane FC lorsqu'il a remplaça Brandon Peterson à la 57e minute du match.

#### Reading FC
Le 11 juillet 2016, Jaakkola signa un contrat de deux ans avec le Reading FC. Jaakkola fit ses débuts en compétition le 8 août 2016, jouant les 90 minutes complètes lors de la victoire 2-0 de la EFL Cup contre Plymouth Argyle. Le 7 novembre 2018, il est nommé joueur du mois d'octobre par les supporters du Reading. Il est libéré par Reading à la fin de la saison 2018-19.

#### Bristol Rovers
Après l'expiration de son contrat au Reading, Jaakkola rejoignit les Bristol Rovers, club de League One. Jaakola fit plus de vingt apparitions lors de sa première saison pour les Rovers avant que sa saison ne soit interrompue par une blessure le jour de l'An contre le Milton Keynes Dons.  Après cette blessure, Jaakola signa un nouveau contrat le 3 juillet 2020 jusqu'à la fin de la saison 2021-22 avec une option pour une année supplémentaire. Le 8 décembre 2020, Jaakkola se blessa au talon d'Achille lors d'un match du Trophée EFL contre le Leyton Orient FC alors qu'il ne devait joué ce match. Il ne revint pas en février 2021, lorsque le manager Joey Barton indiqua que Jaakkola était "à environ une semaine" de pouvoir être opérationnel. Il fit son retour le 27 mars 2021 lors d'une défaite 1-0 à domicile contre l'AFC Sunderland alors que les Rovers continuaient de lutter contre la relégation. Jaakkola participa aux deux premiers matches de League Two de la saison 2021-22 avant une rechute au talon d'Achille. Début septembre, le manager Barton estima qu'il sera blessé pendant au moins une autre semaine,  cependant Jaakkola avait besoin d'injections et en octobre, on estima qu'il serait indisponible jusqu'en novembre afin de permettre que sa blessure guérisse complètement. James Belshaw ayant impressionné en l'absence de Jaakkola, ce dernier se retrouva sur le banc avant qu'un léger coup sur Belshaw fin janvier ne permette à Jaakkola de revenir en équipe première. Après le retour des Rovers en League One à la fin de la saison 2021-2022, Jaakkola pris le rôle d'entraîneur des gardiens de but du club en pré-saison après le départ de l'entraîneur des gardiens Tony Warner. Tout au long de la saison 2022-23, il équilibra son rôle d'entraîneur avec celui de gardien de but suppléant, mais la signature du prêt d'Ellery Balcombe en janvier lui  permis de se concentrer davantage sur son nouveau rôle.

### Carrière en sélection
Il honora sa première sélection en équipe de Finlande, le 7 juin 2011, contre la Suède (défaite 5-0 à Solna). Ce match rentre dans le cadre des éliminatoires du mondial 2014.
Il est par la suite membre des 26 joueurs sélectionnés par Markku Kanerva pour disputer l'Euro 2020, première compétition internationale officielle de l'histoire pour les finlandais. Malheureusement pour lui, il ne disputera aucun des matchs du tournoi face au Danemark, la Russie et la Belgique. Les finlandais sortiront dès la phase de poules. 

## Palmarès
Kilmarnock FC
- Vainqueur de la Coupe de la Ligue écossaise en 2012

 Ajax Cape Town
- Vainqueur du MTN 8 (en) en 2015
- Finaliste de la Coupe d'Afrique du Sud en 2015